# Jandala
Jandala fou un estat tributari protegit a l'Índia Britànica, avui al Pakistan, amb una superfície de 179 km², governat per jadons rajputs. L'estat fou fundat el segle XV a l'oest de Caixmir, entre Rāwalpindi i Jammu, avui al districte de Gujrat, al Panjab (Pakistan), a tocar de la frontera sud de l'Azad Caixmir.

## Llista de mirs
- Mir Khanzada Akbar Khan 1843-1849
- Mir Khanzada Zahid Khan 1849-1900
- Mir Khanzada Behram Khan Jadoon 1900-1902
- Mir Khanzada Shahnawaz Jadoon 1902-1912
- Mir Khanzada Sir Wali Khan Jadoon 1912-1950
- Mir Khanzada Aurangzeb Khan Jadoon 1950-1958